# Zygia oriunda
Zygia oriunda  es una especie de árbol perteneciente a la familia de las leguminosas (Fabaceae). Es originaria de  Perú.

## Distribución
La especie es conocida en la Amazonia en el Departamento de Loreto.

## Taxonomía
Zygia oriunda fue descrita por (J.F.Macbr.) L.Rico y publicado en Kew Bulletin 46(3): 504. 1991.
Sinonimia
- Pithecellobium oriundum J.F.Macbr.	basónimo
- Pithecellobium schultzeanum Harms
- Zygia coccinea var. oriunda (J.F.Macbr.) Barneby & J.W.Grim
- Zygia schultzeana (Harms) L.Rico[3][4]